# Léon Humblot
Léon Joseph Henri Humblot (3 de junio de 1852 - 20 de marzo de 1914 ) fue un naturalista, explorador colonialista, y botánico francés

## Biografía
Humblot era hijo de una familia modesta de horticultores de la Plaza de la Alianza en Nancy. Trabajó en el jardín de la familia con su hermano mayor Eugene.

## Acciones
Bajo Patrice de Mac Mahon ingresó al Museo de Historia natural de París. En 1884, estuvo en el archipiélago de las Comoras como parte de investigaciones geográficas conducidas por el Muséum national d'histoire naturelle. En 1885, procuró la firma de un tratado con el sultán de Bambao, estableciendo así una base para un "protectorado Gran Comore". Durante el año siguiente, los franceses tenían el control general de las Comoras (Grande Comore, Anjouan, Mayotte e islas Moheli).
En la isla de Gran Comora, Humblot fundó una empresa colonial, que supervisó las operaciones de varias granjas, plantaciones y fábricas de procesamiento de especias y perfumes. A partir de 1889 a 1896, ocupó el título de  Resident , que se vio obligado a abandonar el estado en 1896, debido a acusaciones de corrupción por parte del gobierno francés.
Mientras estacionado en las Comoras, recogió muestras botánicas que se enviaron al naturalista Alfred Grandidier (1836 hasta 1921). El herbario del  Museo Nacional de Historia Natural  en París también recibió numerosos artículos de Humboldt (incluyendo 1300 plantas vasculares ejemplares). Durante su carrera, Humblot también recolectó ejemplares entomológicos y ornitológicas.

## Algunas publicaciones
- "66 phot. des Comores, de Nossi-Bé et de Madagascar, avec des portraits de Said Ali, sultan de la Grande Comore, et de ses ministres, de son frére Mohammed Ali, d'un autre frére, Mohammed Sidi, du général en chef, du premier ministre, de la femme légitime, de princesses de la Grande Comore, de Léon Humblot, résident français dans cette île, du prince Said Omar de Mayotte. Phot. par Léon Humblot, don Alphonse Milne-Edwards en 1885" (con Alphonse Milne-Edwards) - 66 fotos, Comoros, Nossi-Bé, Madagascar, etc.[3]

- "La vie et les activités de Léon Humblot à la Grande Comores, 1884–1915" (2010); author Nasfati Mze Ahamada; Sudel Fuma; Université de la Réunion. Faculté des Lettres et des Sciences Humaines.[4]

## Honores

### Eponimia
Géneros de fanerógamas
- (Dennstaedtiaceae) Humblotiella Tardieu[5]

- (Euphorbiaceae) Humblotia Baill.[6]

Especies botánicas
- (Arecaceae) Dypsis humblotiana (Baill.) Beentje & J.Dransf.[7]

- (Bignoniaceae) Phyllarthron humblotianum H.Perrier[8]

- (Euphorbiaceae) Claoxylon humblotianum Baill.[9]

- (Euphorbiaceae) Phyllanthus humblotianus Baill.[10]

- (Orchidaceae) Bulbophyllum humblotianum Kraenzl.[11]

- (Orchidaceae) Pectinariella humblotiana (Schltr.) Szlach., Mytnik & Grochocka[12]

Especies zoólogicas
- (Nectariniidae) Cinnyris humbloti Milne-Edwards & Oustalet 1885
- La abreviatura «Humblot» se emplea para indicar a Léon Humblot como autoridad en la descripción y clasificación científica de los vegetales.[13]